# Нашествие саранчи

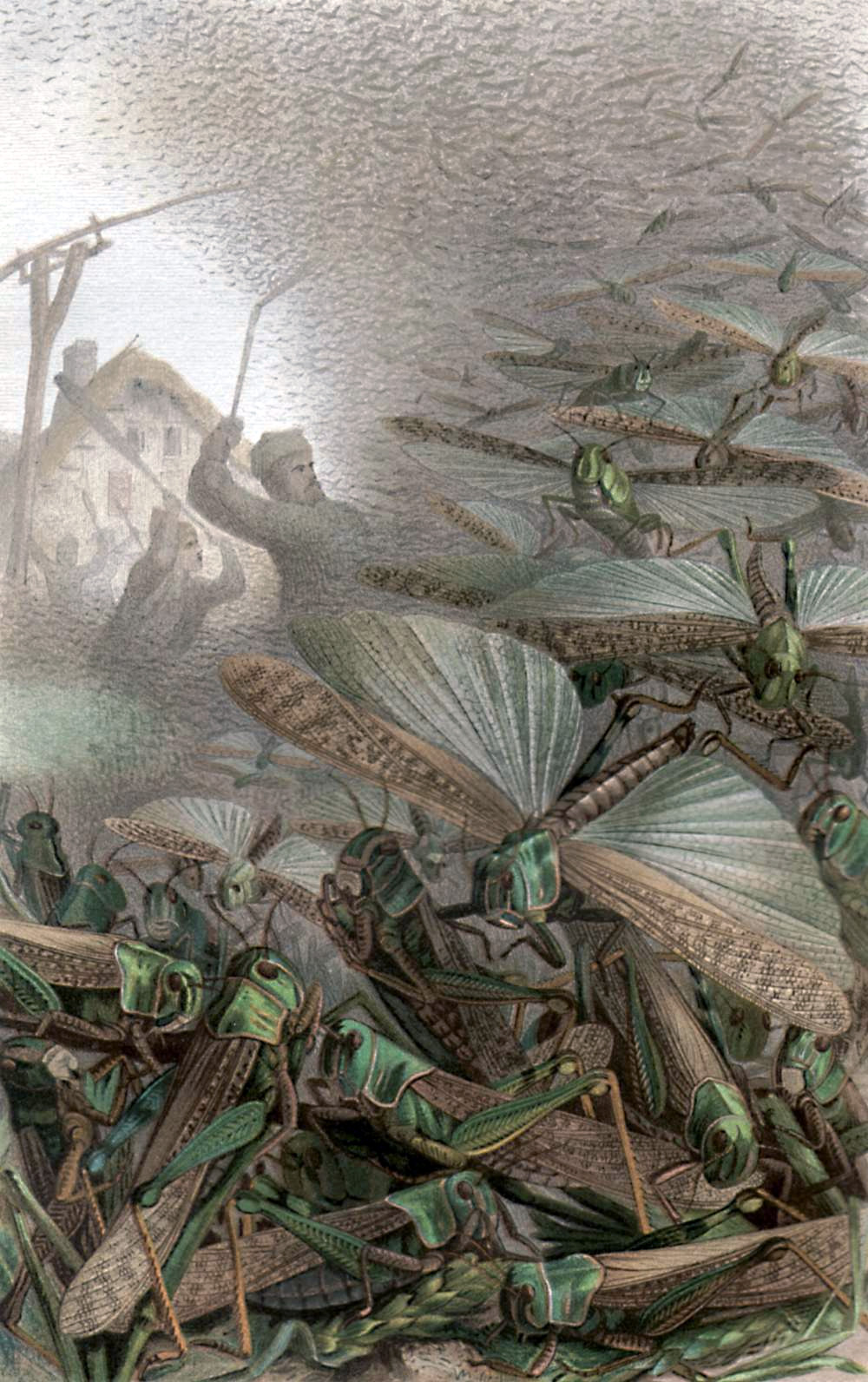
Немецкая картина 1887 года, изображающая нашествие саранчи.

Нашествие саранчи — природное стихийное бедствие, представляющее собой массовое поедание сельскохозяйственных культур большим количеством саранчи, перемещающейся в форме роя. Данное бедствие известно с древнейших времён, описано в Библии как одна из «десяти казней египетских». Одним из самых крупных нашествий саранчи в истории считается нашествие 1915 года в Палестине.
Рои саранчи во время нашествий поедают не только рис и другие зерновые культуры, но и фактически все травянистые культуры, встречающиеся у них на пути, и даже хлопчатобумажную одежду; рой способен полностью уничтожить огромную площадь посевов за несколько часов. Нашествие саранчи способно привести не только к серьёзному экономическому ущербу того региона, в котором происходит, но и — в некоторых случаях — к настоящему голоду. Нашествия саранчи часто случаются в сухую и жаркую погоду, во время засухи, но также могут происходить и при обильных осадках. В случае откладывания саранчой большого количества яиц такие нашествия в конкретных регионах могут случаться на протяжении нескольких лет подряд.
В большинстве стран по причине использования инсектицидов (в том числе их распыления с бортов самолётов, что является дорогим, но эффективным методом) по-настоящему массовые и губительные нашествия саранчи в наше время стали редкостью, хотя случаются до сих пор: например, в 2001 году крупные нашествия саранчи имели место в России (в Ставропольском крае), где роями было уничтожено 26,7 га посевов, и в Китае, от Хуанхэ до Бохайского залива, где, по некоторым данным, максимальная плотность особей саранчи составляла десять тысяч на 1 м². С другой стороны, с 2006 года были достигнуты значительные успехи в борьбе с саранчой в Афганистане благодаря использованию дифлубензурона. При этом целый ряд пестицидов, признанных Всемирной организацией здравоохранения особо опасными, для таких целей использовать запрещено.
В Соединённых Штатах Америки самым разрушительным считаются нашествия 1874 и 1875 годов, при этом последнее крупное нашествие саранчи, принявшее характер бедствия, произошло в 2006 году в штатах Невада, Юта и Айдахо. В некоторых странах Африки, где дезинсекция до сих пор не имеет распространения и организации, нашествия саранчи по своим последствиям по-прежнему могут приводить к настоящим локальным катастрофам.
В 2024 году Казахстан столкнулся с серьёзным нашествием саранчи, угрожавшей урожаю на площади более 2,4 миллиона гектаров сельскохозяйственных угодий. Для борьбы с этим бедствием было выделено 8,1 миллиарда тенге из государственного бюджета. Однако, как стало известно, столь значительных расходов можно было бы избежать, если бы были приняты превентивные меры по уничтожению яиц саранчи на ранних стадиях развития.